# سوزان گراهام
سوزان گراهام (انگلیسی: Susan Graham؛ زادهٔ ۲۳ ژوئیهٔ ۱۹۶۰) یک خواننده اهل ایالات متحده آمریکا است. که به‌دلیل دامنهٔ گستردهٔ هنری، صدای گرم و تفسیرهای عمیقش در موسیقی کلاسیک، به‌ویژه در آثار فرانسوی، شهرت جهانی یافته است.

## زندگی‌نامه و تحصیلات
- سوزان گراهام در ۲۳ ژوئیه ۱۹۶۰ در روزوِل، نیومکزیکو به دنیا آمد و در میدلند، تگزاس رشد یافت.[۲]
- او فارغ‌التحصیل دانشگاه تگزاس تک و مدرسه موسیقی منهتن است.[۲]
- گراهام در آزمون ملی شورای اپرای متروپولیتن برنده شد و جایزهٔ شواباخِر از برنامهٔ مرولا در اپرای سان‌فرانسیسکو را دریافت کرد.[۲]

## فعالیت‌های هنری و نقش‌های برجسته
گراهام در سال ۱۹۹۴ با نقش شِروبین در اپرای «شِروبین» اثر ماسنه در کاونت گاردن لندن به‌طور بین‌المللی معرفی شد. او در اپراهای معاصر نیز نقش‌آفرینی کرده است، از جمله:
- نقش جوردن بیکر در «گتسبی بزرگ» اثر جان هاربیسون
- نقش خواهر هلن پری‌ژان در «مرد مرده راه می‌رود» اثر جیک هگی
- نقش ساندرا فینچلی در «تراژدی آمریکایی» اثر توبیاس پیکر[۲][۳]

در اپرای متروپولیتن، گراهام نقش‌های متعددی اجرا کرده است، از جمله:
- اُکتاوین در «رزِن‌کاوالیه» اثر ریچارد اشتراوس
- مارگریت در «لعنت فاوست» اثر برلیوز
- ایفژنی در «ایفژنی در تاورید» اثر گلوک
- دونا الویرا در «دون ژوان» اثر موتسارت[۱]

## فعالیت‌های اخیر
- در فصل ۲۰۲۵–۲۰۲۶، گراهام نقش خانم پاتریک دو روشر را در اپرای «مرد مرده راه می‌رود» در اپرای سان‌فرانسیسکو اجرا خواهد کرد.[۴]
- او همچنین به‌عنوان مشاور هنری در برنامهٔ هنرمندان جوان دومینگو-کلبورن-استاین در اپرای لس‌آنجلس فعالیت می‌کند.[۵]